# Stormtrooper (jeu vidéo)
Pour l’article homonyme, voir Stormtrooper.
Stormtrooper est un jeu vidéo d'action développé par Creation, sorti en 1988. Il a été édité sur Amiga et Atari ST.
Contrairement à ce que laisse penser la fin du jeu, celui-ci n'a pas donné lieu à une suite.

## Système de jeu
Le jeu prend place dans un monde teinté d'accents cyberpunk qui transparaissent dans la notice du jeu. Le joueur est un mercenaire au passé de vétéran de la nation qui l'emploie. Sa mission consiste à assassiner un scientifique soupçonné de trahison. Le jeu se distingue par une difficulté importante due pour partie au nombre de vies du personnage (4, non renouvelables) et pour partie à la précision millimétrique exigée dans les sauts.

## Musique
La musique du jeu est créditée à David Whittaker, qui signa la musique d'un nombre important de jeux vidéo principalement à la fin des années 80 et entre autres sur Atari ST.

## Notice
La notice du jeu peut surprendre car elle se distingue par le peu d'informations directement liées au jeu qui figurent à l'intérieur. En effet le principe du jeu étant assez sommaire, les auteurs ont choisi de remplir de la notice par des informations n'ayant aucun rapport direct avec le gameplay. La première page indique le contexte général de l'histoire, la seconde les instructions de jeu, et tout le reste est consacré à décrire l'équipement dont dispose théoriquement ce soldat du futur, l'essentiel de cet équipement n'étant pas utilisable dans le jeu (incluant le décapsuleur à bouteille et à l'exception des armes à feu, dont l'assemblage est minutieusement décrit).

## Réactions
Gen4 (n°11) : version Atari 87 % avec mention 'hit'

The One (avril 1989) : version Atari 61 %